# Александар Попов
Александар Степанович Попов (рус. Александр Степанович Попов; Краснотуринск, 16. март 1859 — Санкт Петербург, 13. јануар 1906) био је руски физичар и електроинжењер. Један од пионира радио-технике, изумитељ антене. Године 1896. остварио је пренос сигнала помоћу радио-таласа на удаљеност од 250 метара и утврдио да се радио-таласи рефлектују од већих објеката.